# Gleba cordata
Pour les articles homonymes, voir Gleba (homonymie).
Gleba
Genre
Espèce
Gleba cordata est une espèce de mollusques gastéropodes pélagiques de la famille des Cymbuliidae, la seule du genre Gleba (monotypique). C'est une limace de mer capable de nager activement parfois appelée papillon de mer.